# DPF-NS70
PhotoVision DPF-NS70（フォトビジョン ディーピーエフ-エヌエスななぜろ）はソニーが製造し、2010年7月9日に発売されたソフトバンクモバイルのW-CDMA対応の通信モジュール付デジタルフォトフレームである。ソフトバンクのPhotoVisionシリーズと同じ位置付けだが、キャリア側の型番はなく、ソニー側の型番で発表された。なお、ソニーでは「S-Frame」シリーズとして扱っている。

## 注意点
- 基本的に、故障時等の対応はソフトバンクモバイル・ソフトバンクショップでは行わず、メーカー対応となる。
- PhotoVision向けあんしん保障パックの加入・継続は不可。ただし、施策上の理由（ポイント還元や付属品サービスなど）などで、購入したショップ・量販店の判断で加入・継続させる場合があるが、登録してもホストコンピュータによって登録抹消される。
- 付属品を含むオプションについても、オンラインショップを含むソフトバンクショップでは行わない。

## 沿革
- 2010年5月18日 - ソフトバンクモバイルより公式発表[1]
- 2010年7月9日 - 発売開始